# Distrito electoral de Syracuse (condado de Otoe, Nebraska)
Syracuse (en inglés: Syracuse Precinct) es un distrito electoral ubicado en el condado de Otoe en el estado estadounidense de Nebraska. En el Censo de 2010 tenía una población de 2270 habitantes y una densidad poblacional de 24,32 personas por km².

## Geografía
Syracuse se encuentra ubicado en las coordenadas 40°39′12″N 96°10′45″O / 40.65333, -96.17917. Según la Oficina del Censo de los Estados Unidos, Syracuse tiene una superficie total de 93.33 km², de la cual 92.97 km² corresponden a tierra firme y (0.38%) 0.35 km² es agua.

## Demografía
Según el censo de 2010, había 2270 personas residiendo en Syracuse. La densidad de población era de 24,32 hab./km². De los 2270 habitantes, Syracuse estaba compuesto por el 98.41% blancos, el 0.44% eran afroamericanos, el 0.18% eran amerindios, el 0.13% eran asiáticos, el 0% eran isleños del Pacífico, el 0.13% eran de otras razas y el 0.7% pertenecían a dos o más razas. Del total de la población el 0.97% eran hispanos o latinos de cualquier raza.